# Oliver Routhe Skov
Oliver Routhe Skov (født 9. november 1983) er en dansk journalist, nyhedsvært og korrespondent. I 2025 har han fået job som kommunikationschef på den danske ambassade i Washington. Inden da havde han 2020-2022 været pressechef i Udenrigsministeriet og 2022-2025 arbejdet for energiinvesteringsselskabet Copenhagen Infrastructure Partners.
Han blev uddannet journalist fra Danmarks Journalisthøjskole i 2009. Han var fra 2006 ansat som journalist på bl.a. DR's politiske redaktion på Christiansborg, Deadline og TV Avisen.
1. januar 2014 blev han fast korrespondent og bureauchef i USA for DR.
Han har desuden skrevet artikler for Politiken, Berlingske, Weekendavisen og magasinet Ræson.
I 2009 var Oliver Routhe Skov fellow i udenrigsudvalget i Repræsentanternes Hus i den amerikanske Kongres.
Oliver Routhe Skov blev i 2015 gift med folketingspolitiker Pernille Skipper.